# Władimir Dołgich
Władimir Iwanowicz Dołgich (ros. Влади́мир Ива́нович Долги́х, ur. 5 grudnia 1924 we wsi Iłanskoje, zm. 8 października 2020 w Moskwie) – radziecki i rosyjski polityk, inżynier-metalurg, sekretarz KC KPZR (1972–1988), zastępca członka Politbiura KC KPZR (1982–1988), od 2013 członek Rady Federacji, dwukrotny Bohater Pracy Socjalistycznej (1965 i 1984).

## Życiorys
Urodzony w wielodzietnej rodzinie ślusarza kolejowego Iwana, który w 1937 został aresztowany (zmarł w łagrze w 1953); potem Władimir Dołgich wychowywał się w rodzinie zastępczej. Podczas nauki w szkole średniej w Iłanskim był przewodniczącym szkolnej rady organizacji pionierskiej, później sekretarzem organizacji komsomolskiej. Po ukończeniu szkoły w 1941 wstąpił ochotniczo do Armii Czerwonej, mimo że pozostał mu rok do osiągnięcia wieku poborowego. Od października 1941 walczył w na frontach II wojny światowej. W październiku 1941 został skierowany do szkoły niszczycieli czołgów w Krasnojarsku. W grudniu 1941 jako żołnierz kompanii piechoty walczył pod Moskwą, wkrótce potem walczył pod Jefremowem w obwodzie tulskim w składzie 25 pułku piechoty 6 Gwardyjskiej Dywizji Piechoty. W związku z dotychczasową działalnością komsomolską, został mianowany politrukiem kompanii karabinów przeciwpancernych. Walczył na Froncie Briańskim, w lutym 1943 podczas walk o Liwny w guberni orłowskiej został ranny pod Zmijowką i odesłany do szpitala. Po powrocie na front, jesienią 1942 wstąpił do WKP(b).
W latach 1944–1949 studiował w Instytucie Górniczo-Metalurgicznym w Irkucku, po czym został inżynierem-metalurgiem ze specjalizacją cienka inżynieria metalurgiczna – rafinacja metali platynowych. Jednocześnie w 1948 ukończył Wieczorowy Instytut Marksizmu-Leninizmu przy Miejskim Komitecie WKP(b) w Irkucku. W latach 1949–1958 pracował w zakładzie rafinacji w Krasnojarsku, gdzie był m.in. kierownikiem zmiany, technologiem i głównym inżynierem. Publikował artykuły naukowe na temat metalurgii metali szlachetnych. Od 1958 pracował w Kombinacie Górniczo-Metalurgicznym w Norylsku, gdzie do 1962 był głównym inżynierem, a w latach 1962–1969 dyrektorem kombinatu. Przyczynił się do jego znacznego rozbudowania i do poprawienia wydajności pracy o 30% oraz znaczącego wzrostu produkcji metali i budowy nowego kompleksu przemysłowego (elektrowni wodnej, elektrowni gazowej, węzłów komunikacyjnych, rozszerzania nawigacji morskiej, budownictwa przemysłowego); dzięki jego staraniom w kwietniu 1964 KC KPZR i Rada Ministrów ZSRR wydały specjalną uchwałę o rozwoju norylskiego kombinatu na bazie rud złóż w Tałnachu. 4 grudnia 1965 otrzymał tytuł Bohatera Pracy Socjalistycznej. W 1968 uzyskał tytuł kandydata nauk technicznych.
Od 28 kwietnia 1969 do 28 grudnia 1972 był I sekretarzem Krajowego Komitetu KPZR w Krasnojarsku. W roku 1970 dzięki jego staraniom w hucie aluminium w Krasnojarsku rozpoczęto wytwarzanie tlenku glinu; wkrótce huta ta stała się przodującą w ZSRR pod względem ilości wytwarzanego tlenku glinu. Zakłady przemysłowe zaczęły produkować sodę kalcynowaną, wodorotlenek glinu i siarczanu potasu (stosowanego jako nawóz w rolnictwie); w przemyśle zaczęto stosować żywicę. Zwiększono produktywność rolnictwa. Od 9 kwietnia 1971 do 25 kwietnia 1989 członek KC KPZR, a od 18 grudnia 1972 do 30 września 1988 sekretarz KC KPZR. Od 24 maja 1982 do 30 września 1988 zastępca członka Politbiura KC KPZR. W latach 1976–1984 kierownik Wydziału Przemysłu Ciężkiego i Energetyki KC KPZR. 4 grudnia 1984 otrzymał tytuł Bohatera Pracy Socjalistycznej po raz drugi. Delegat na XXIII, XXIV, XXV, XXVI i XXVII Zjazdy KPZR i na XIX Konferencję KPZR. W latach 1966–1989 deputowany do Rady Związku Rady Najwyższej ZSRR, a w latach 1975–1990 Rady Najwyższej Rosyjskiej FSRR.
Od 2011 do 2013 deputowany Dumy Państwowej 6 kadencji; jako najstarszy deputowany, zgodnie z konstytucją Rosji i regulaminem Dumy otworzył jej pierwsze posiedzenie. Od 13 września 2013 członek Rady Federacji. Od 2002 przewodniczący Miejskiej Rady Weteranów w Moskwie. Od lipca 2008 przewodniczący Rady Społecznej miasta Moskwy. Członek Komitetu Federacji Rosyjskiej ds. polityki gospodarczej. Honorowy Profesor Moskiewskiej Akademii Finansowo-Prawniczej. 5 grudnia 2012 w Iłanskim postawiono jego popiersie.
Zwolennik rehabilitacji epoki stalinizmu. W 2009 poprosił władze Moskwy o pomoc w zdjęciu szyldu „Antisowietskaja” z jednej z restauracji jako rzekomo „obrażającego weteranów”. W 2010, przed uroczystościami z okazji 65 rocznicy zwycięstwa nad Niemcami, domagał się od władz Moskwy ustawienia na ulicach miasta billboardów wychwalających rolę Stalina w pokonaniu Niemców.
Pochowany na Cmentarzu Nowodziewiczym w Moskwie.

## Odznaczenia i nagrody
- Złoty Medal „Sierp i Młot” Bohatera Pracy Socjalistycznej (dwukrotnie)
- Order „Za zasługi dla Ojczyzny” I klasy (21 lipca 2014)
- Order „Za zasługi dla Ojczyzny” IV klasy (28 grudnia 2009)[6]
- Order Przyjaźni (8 sierpnia 2005)[7]
- Order Lenina (sześciokrotnie – 1961, 1965, 1971, 1972, 1974 i 1984)
- Order Wojny Ojczyźnianej I klasy (dwukrotnie – 1965 i 1985)
- Medal „Za obronę Moskwy” (1944)
- Medal „Za zwycięstwo nad Niemcami w Wielkiej Wojnie Ojczyźnianej 1941–1945” (1948)
- Medal „Za rozwój dziewiczych ziem” (1971)
- Medal „Weteran pracy” (1990)
- Medal Żukowa (1995)
- Medal jubileuszowy „W upamiętnieniu 100-lecia urodzin Władimira Iljicza Lenina”
- Medal jubileuszowy „Dwudziestolecia zwycięstwa w Wielkiej Wojnie Ojczyźnianej 1941–1945”
- Medal jubileuszowy „Trzydziestolecia zwycięstwa w Wielkiej Wojnie Ojczyźnianej 1941–1945”
- Medal jubileuszowy „Czterdziestolecia zwycięstwa w Wielkiej Wojnie Ojczyźnianej 1941–1945”
- Medal jubileuszowy „50-lecia zwycięstwa w Wielkiej Wojnie Ojczyźnianej 1941–1945”
- Medal jubileuszowy „60-lecia zwycięstwa w Wielkiej Wojnie Ojczyźnianej 1941–1945”
- Medal jubileuszowy „65-lecia zwycięstwa w Wielkiej Wojnie Ojczyźnianej 1941–1945”
- Medal jubileuszowy „50 lat Sił Zbrojnych ZSRR”
- Medal jubileuszowy „60 lat Sił Zbrojnych ZSRR”
- Medal jubileuszowy „70 lat Sił Zbrojnych ZSRR”
- Medal „W upamiętnieniu 800-lecia Moskwy”
- Order Suche Batora (Mongolia)
- Order Georgi Dimitrowa (Bułgaria)
- Honorowe Obywatelstwo Moskwy (31 marca 2010)
- Honorowe Obywatelstwo Norylska (30 czerwca 2009)
- Honorowe Obywatelstwo Rejonu Iłańskiego
- Honorowy Znak „Górnicza Sława” I klasy
- Order Świętego Księcia Daniela Moskiewskiego[8]

Odznaczenia wietnamskie i czechosłowackie.